# Premio Golden Foot 2020
El premio Golden Foot 2020 fue la duodécima entrega de este importante galardón celebrado el miércoles 1 de diciembre de 2020, en la ciudad de Mónaco. El futbolista portugués Cristiano Ronaldo fue el ganador del premio.Cristiano Ronaldo obtuvo el premio a la edad de 35 años, en representación del club italiano Juventus F.C..
Cristiano Ronaldo es el primer portugués en ganar el premio Golden Foot, un galardón para futbolistas mayores de 28 años. Superó a otros futbolistas destacados como Lionel Messi, Manuel Neuer, Franck Ribéry, entre otros.
```
Ganador=
Cristiano Ronaldo
```

## Premio

### Ganador y nominados
| Futbolista         | Nacionalidad | Club                              |
| ------------------ | ------------ | --------------------------------- |
| Cristiano Ronaldo  | Portugal     | Juventus F.C.                     |
| Mohamed Salah      | Egipto       | Liverpool Football Club           |
| Giorgio Chiellini  | Italia       | Juventus F.C.                     |
| Neymar             | Brasil       | París Saint-Germain Football Club |
| Robert Lewandowski | Polonia      | Bayern de Múnich                  |
| Arturo Vidal       | Chile        | Inter de Milán                    |
| Sergio Ramos       | España       | Real Madrid Club de Futbol        |
| Lionel Messi       | Argentina    | F.C. Barcelona                    |
| Sergio Agüero      | Argentina    | Manchester City                   |